# سنتز ایندول فیشر
سنتز ایندول فیشر (انگلیسی: Fischer indole synthesis) واکنشی در شیمی آلی است که طی آن یک هتروسیکل ایندولی از واکنش یک آلدهید (یا کتون) با فنیل‌هیدرازین در محیط اسیدی تشکیل می‌شود. این واکنش نخستین بار در سال ۱۸۸۳ توسط شیمیدان آلمانی هرمان امیل فیشر کشف شد. امروزه این واکنش تر تولید داروهای ضد میگرن تریپتانی مورد استفاده قرار می‌گیرد.

## سازوکار واکنش
سازوکار سنتز ایندول فیشر به صورت زیر است:

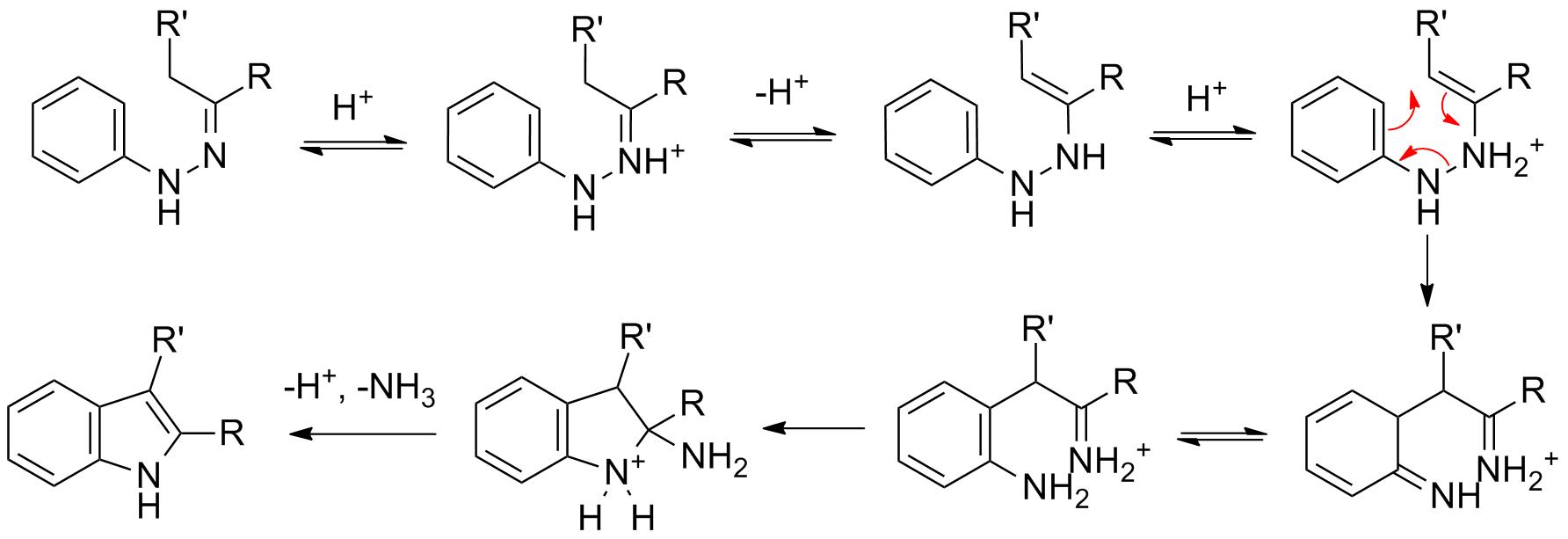
سازوکار سنتز ایندول فیشر